# Dimitar Šijan
Dimitar Šijan es un deportista yugoslavo que compitió en judo. Ganó una medalla de bronce en el Campeonato Europeo de Judo de 1959, en la categoría de –80 kg.

## Palmarés internacional
| Campeonato Europeo | Campeonato Europeo | Campeonato Europeo | Campeonato Europeo |
| Año                | Lugar              | Medalla            | Categoría          |
| ------------------ | ------------------ | ------------------ | ------------------ |
| 1959               | Viena (Austria)    | Medalla de bronce  | –80 kg             |